# Landkreis

Kreise bzw. Landkreise in Deutschland; kreisfreie Städte (in Baden-Württemberg Stadtkreis genannt) sind gelb markiert (Stand 2024).

Ein Landkreis (abgekürzt: Lk, Lkr, Lkrs oder Landkrs.) oder Kreis (abgekürzt: Kr) ist nach deutschem Kommunalrecht ein Gemeindeverband und eine Gebietskörperschaft und eine der unteren Ebenen der Verwaltungsgliederung Deutschlands. Er verwaltet sein Gebiet nach den Grundsätzen der kommunalen Selbstverwaltung. Die 294 Landkreise in Deutschland bilden zusammen mit den 106 kreisfreien Städten insgesamt 400 Gebietskörperschaften auf Kreisebene. Aufgaben und Größe der Kreise variieren je nach Bundesland. In den Stadtstaaten Berlin, Bremen und Hamburg gibt es keine Landkreise.

## Name
Die meisten Länder verwenden die Bezeichnung Landkreis in Abgrenzung vom Stadtkreis (kreisfreie Stadt). In Nordrhein-Westfalen und Schleswig-Holstein lautet die Bezeichnung nur Kreis. Das Grundgesetz für die Bundesrepublik Deutschland kennt ausschließlich die Bezeichnung Kreis, z. B. in Art. 28 Abs. 1 Satz 2. In Deutschland gibt es 294 Landkreise. Drei Kommunalverbände besonderer Art (Saarbrücken, Aachen, Hannover) tragen jeweils eigene Namen, werden aber in der Regel zur Gruppe der Landkreise gezählt. Manche Kreise tragen den Titel Kreis bereits im jeweiligen Eigennamen (z. B. Main-Kinzig-Kreis, Saale-Holzland-Kreis) oder verwenden im Eigennamen andere Gebietsbezeichnungen (z. B. Landkreis Altenburger Land, Landkreis Berchtesgadener Land). Insbesondere die Kreise Grafschaft Bentheim und Herzogtum Lauenburg nehmen zwar im Namen Bezug auf frühere Kleinstaaten, zählen aber zu den Kreisen.

## Geschichte
Verwaltungseinheiten in der Größenordnung heutiger Landkreise waren im Mittelalter die Grafschaften. Diese verselbständigten sich durch die Erblichkeit des Grafenamtes immer mehr und führten untereinander oft Kriege um Gebiete und Erbfolgeregelungen. Seit der Reichsreform im 15. und 16. Jahrhundert waren die vielen Fürstentümer und freien Städte des Heiligen Römischen Reichs weitgehend in Reichskreisen zusammengefasst, die ähnlich groß wie heutige Bundesländer waren.
Im 17. und 18. Jahrhundert wurden in der Mark Brandenburg und weiteren Teilen Preußens Verwaltungseinheiten herausgebildet, die als Landrätliche Kreise bezeichnet wurden. Sie dienten unter anderem dem in Selbstverwaltung erfolgenden Steuereinzug beim grundherrlichen Adel und der Bevölkerung des „platten Landes“. Der im Kreis ansässige Adel wählte aus seiner Mitte ein Mitglied zum Landrat, der vom Landesherrn berufen bzw. bestätigt wurde. Neben dem Einsammeln der Abgaben und Weiterleitung an die Kriegs- und Domänen-Kammern waren die Landräte auch zuständig für die Organisation der Versorgung und Unterbringung durchmarschierender Truppenteile und möglichst gerechte Verteilung der Lasten auf alle Kreisinsassen. Nach und nach wurden die Landräte von den landesherrlichen Oberbehörden auch zur Vermittlung und Durchsetzung von Anordnungen und Vorschriften der Zentralverwaltung und als Sammelstelle für statistische Informationen aus dem Kreis in Anspruch genommen. Von 1816 bis 1818 wurden in den preußischen Provinzen durchgehend Kreise als untere staatliche Verwaltung eingerichtet (siehe Geschichte der Kreisbildung in Deutschland), im damaligen Kurfürstentum Hessen (von Rinteln bis in die heutigen nördlichen Stadtteile der Stadt Frankfurt am Main) 1821, in den meisten deutschen Staaten jedoch erst Mitte des 19. Jahrhunderts bis 1886.
Die Qualität des Kreises als kommunaler Bezirk beruhte auf den Ideen des preußischen Staatsmanns Freiherr vom Stein. Nach dem Modell der Städteordnung von 1808 sollte auch im ländlichen Raum die Selbstverwaltung der Bürger eingeführt werden. Realisiert wurde sein Vorschlag in Preußen erst unter dem Einfluss der Ideen Rudolf von Gneists in den 1880er Jahren, als die ersten Kreisordnungen erlassen wurden (siehe Kreisreformen in Preußen), z. B. für die preußische Provinz Hannover 1885, Provinz Hessen-Nassau 1886, Provinz Westfalen und die Rheinprovinz 1887.
Im Lauf des Jahrhunderts übernahmen die meisten anderen deutschen Staaten das Prinzip der Kreiseinteilung, teilweise jedoch mit anderen Bezeichnungen, z. B. Amtshauptmannschaft (Sachsen), Bezirksamt (Baden, Bayern), Oberamt (Württemberg), Kreisamt (Anhalt, Hessen, Thüringen), Amt (Oldenburg) und Kreisdirektion (Braunschweig). In Preußen führten nur die Kreise die Bezeichnung Landkreis, deren Kreissitz in einem entsprechenden Stadtkreis lag, damit der gleiche Ortsname nicht zu Verwechselungen führte.
Bis in die erste Hälfte des 20. Jahrhunderts gab es im Deutschen Reich rund 1000 Kreise bzw. entsprechende Verwaltungseinheiten der Unterstufe; im Prinzip sollte ihre Größe so bemessen sein, dass der Landrat zur entferntesten Gemeinde seines Kreises an einem Tag mit der Pferdekutsche hin- und zurückfahren konnte und ihm dort noch genügend Zeit zur Erledigung seiner Amtsgeschäfte blieb. Jedoch war der Größenzuschnitt der Kreise von Land zu Land recht unterschiedlich. Tendenziell waren die unteren Verwaltungsgebiete im dünn besiedelten Norden und Osten Deutschlands (Preußen, Mecklenburg, aber auch im dicht bevölkerten Sachsen) deutlich größer als in Süd- und Westdeutschland. Aufgrund von Einsparungsmaßnahmen im Gefolge der Weltwirtschaftskrise von 1929 reduzierte sich die Anzahl der deutschen Kreise spürbar, als eine Reihe kleinerer Verwaltungsbezirke aufgelöst wurde.
Die historische Übersicht weist die Bezeichnung für die Landkreise in den Ländern des Deutschen Reiches im Jahr 1938 aus.
| Land             | Bezeichnung         | Anmerkungen |
| ---------------- | ------------------- | --- |
| Anhalt           | Landkreis           | |
| Baden            | Amtsbezirk          | Die sieben Stadtkreise gehörten zu den gleichnamigen Amtsbezirken, Baden-Baden zum Amtsbezirk Rastatt. Sie waren nicht kreisfrei. |
| Bayern           | Bezirksamt          | |
| Braunschweig     | Kreis               | Die Stadt Braunschweig bildete einen Stadtkreis, der zum Kreis Braunschweig gehörte. |
| Bremen           | Landkreis           | |
| Hamburg          | –                   | Diese Verwaltungsebene wurde als Landherrenschaft bezeichnet. Die letzte wurde im Jahr 1938 aufgelöst. Die preußischen Gemeinden, die nicht kreisfrei waren, wurden im Landkreis Hamburg für ein Jahr zusammengefasst.                                        |
| Hessen           | Kreis               | |
| Lippe            | Kreis               | |
| Mecklenburg      | Kreis               | |
| Oldenburg        | Amt                 | |
| Preußen          | Landkreis           | Der Oberbegriff für alle Stadt- und Landkreise ist Kreis. |
| Saarland         | Landkreis           | Der Oberbegriff für alle Stadt- und Landkreise ist Kreis. |
| Sachsen          | Amtshauptmannschaft | |
| Schaumburg-Lippe | Kreis               | |
| Thüringen        | Landkreis           | |
| Württemberg      | Kreis               | Bis 1934 wurde für diese Verwaltungsebene die Bezeichnung Oberamt genutzt. Das Oberamt in Stuttgart wurde als Amtsoberamt bezeichnet. Sieben Stadtkreise gehörten zu den gleichnamigen Kreisen, Schwenningen zum Kreis Rottweil. Diese waren nicht kreisfrei. |

Ende November 1938 erhielten die unteren Verwaltungsbezirke (außerhalb der preußischen Provinzen) nach § 1 Abs. 3 der Dritten Verordnung über den Neuaufbau des Reichs (RGBl. I S. 1675) mit Wirkung vom 1. Januar 1939 die einheitliche Bezeichnung „Landkreis“. Diese vorkonstitutionelle Bestimmung nach Maßgabe der Art. 123 ff. GG galt 1949 insoweit als Landesrecht fort, als die Bezeichnung Landkreise nicht dem Grundgesetz widerspricht, im Gegensatz zu den wesentlichen übrigen Bestimmungen der nationalsozialistischen Verordnung, die wegen Artikel 123 als grundgesetzwidrig gerade nicht fortgilt.
Bei seinem Urteil gegen die Einführung von fünf Großkreisen in Mecklenburg-Vorpommern im Jahr 2007 ließ sich das Landesverfassungsgericht auch von den Fahrzeiten leiten: Landkreise müssten so gestaltet sein, dass es Kreistagsabgeordneten möglich ist, sich ehrenamtlich im Kreistag und in seinen Ausschüssen zu betätigen. Es sei zweifelhaft, ob sich die Abgeordneten in den größten der neuen Großkreise über die Verhältnisse in entlegenen Gebieten in zumutbarer Zeit eigene Kenntnis verschaffen können, um darüber zu befinden, ob man eine Straße bauen oder eine Schule oder ein Museum einrichten oder schließen solle.
Seit der Gebietsreform in Mecklenburg-Vorpommern im September 2011 gehen von den in Deutschland bestehenden 294 Kreissitzen (eingerechnet die Sonderformen in Saarbrücken, Hannover, Aachen) noch 78 auf eine im alten preußischen Gebiet vor 1866 eingerichtete Kreisverwaltung zurück und 80 auf bayerische Bezirksämter.

Politische Gliederung Deutschlands in Länder mit Regierungsbezirken, (Land-)Kreisen und kreisfreien Städte

## Verwaltung
Organe des Kreises sind
1. Kreistag, die Vertretungskörperschaft des Kreises, die alle fünf (in Bayern alle sechs) Jahre gewählt wird;
2. Landrat, je nach Land als Vorsitzender des Kreistages bzw. des Kreisausschusses und Leiter der Kreisverwaltung;
3. Kreisausschuss (in einigen Ländern).

Die Landkreise erheben zur Deckung ihres Finanzbedarfs eine Kreisumlage von den kreisangehörigen Gemeinden und erhalten abhängig von der konkreten Ausgestaltung in ihrem Bundesland Geld im Rahmen des kommunalen Finanzausgleichs. Zur Verwaltung des Landkreises gibt es am Dienstsitz des Landrats ein Landratsamt (manchmal Kreisverwaltung oder Kreishaus genannt).
Der Landrat nimmt neben den kommunalen Aufgaben auch Aufgaben der unteren staatlichen Verwaltungsbehörde „als verlängerter Arm des Staates“ (Organleihe) wahr; er ist damit zuständig für den Vollzug von Kreis- und Staatsaufgaben. Im Fall der Vollkommunalisierung werden diese Aufgaben von Landrat und Landratsamt nicht als untere staatliche Verwaltungsbehörde, sondern als übertragene Aufgabe vom Landkreis selbst ausgeführt. Er hat die allgemeine Aufsicht und die Sonderaufsicht über die kreisangehörigen Gemeinden und kann auch Leiter des Schulamtes der Kreispolizeibehörde oder anderer Behörden des Kreises sein.

## Aufgaben
Der Landkreis und die kreisangehörigen Gemeinden stehen zueinander in einem engen partnerschaftlichen Verhältnis. Sie teilen sich die Erledigung derjenigen Aufgaben, die von einer kreisfreien Stadt allein wahrgenommen werden. Aufgrund der Einwohnerzahl und der damit verbundenen unterschiedlichen Leistungsfähigkeit erledigen größere kreisangehörige Gemeinden zusätzlich Aufgaben, die für kleinere Gemeinden der Kreis wahrnimmt. Der Kreis nimmt sich also dann einer Aufgabe an, wenn die Leistungsfähigkeit der Gemeinde nicht ausreicht oder ein finanzieller Ausgleich zur Herstellung gleichwertiger Lebensverhältnisse im Kreis notwendig, aber auch wenn eine einheitliche Erledigung über Gemeindegrenzen hinweg erforderlich ist.
Er gewährt Leistungen nach dem Sozialgesetzbuch XII (Sozialhilfe), organisiert den öffentlichen Personennahverkehr, richtet Natur- und Landschaftsschutzgebiete ein und pflegt sie. Er sorgt für die Abfallbeseitigung. Er ist verantwortlich für das Rettungswesen und den Brand- und Katastrophenschutz, das Gesundheitswesen und die Lebensmittelüberwachung. Weitere Aufgaben sind die Tierseuchenbekämpfung und der Tierschutz, das Führerscheinwesen, die Kraftfahrzeug-Zulassung sowie der Bau und die Unterhaltung der Kreisstraßen. Er ist Träger der berufsbildenden Schulen und der Sonderschulen. In einigen Bundesländern ist er für die Führung des Liegenschaftskatasters zuständig und kann in diesem Rahmen Vermessungen an Grundstücken und Gebäuden durchführen. Er betreibt kommunale Familienpolitik. Für kleinere Gemeinden nimmt er die Jugendpflege, -betreuung und -erziehung wahr und ist Bauaufsichtsbehörde.

## Gemeinden
Alle Landkreise bzw. Kreise Deutschlands untergliedern sich in mehrere (kreisangehörige) Gemeinden. Die Anzahl der Gemeinden je Kreis und deren Verwaltungsstruktur ist sehr unterschiedlich und reicht von sechs (Einheits-)Gemeinden im Landkreis Ammerland (Niedersachsen) bis zu 233 Gemeinden (in fünf Verbandsgemeinden und einer Stadt) im Eifelkreis Bitburg-Prüm (Rheinland-Pfalz).

### Besondere Bezeichnungen
Einige kreisangehörige Gemeinden heißen wegen ihrer Geschichte oder Größe Stadt, Markt, Flecken, Bergstadt oder ähnliches. Solche Bezeichnungen haben verwaltungsrechtlich keine Bedeutung.
Einige kreisangehörige Städte erhalten in verschiedenen Ländern wegen ihrer Einwohnerzahl einen verwaltungsrechtlichen Sonderstatus, der mit der Übertragung weiterer Aufgaben verbunden ist. Das geschieht auf Antrag oder von Amts wegen, sobald die vorgeschriebene Einwohnerzahl erreicht ist. Diese unterscheidet sich von Land zu Land, wobei es auch Länder ohne Vorgabe gibt, etwa Mecklenburg-Vorpommern und Thüringen, in denen es sich um ehemalige kreisfreie Städte oder Städte mit der erforderlichen Finanz- und Verwaltungskraft handelt. Die Sonderstatusstädte bleiben zwar kreisangehörig, tragen dann aber eine besondere Bezeichnung, z. B. Mittelstadt, Große Kreisstadt, Große selbständige Stadt, Mittlere kreisangehörige Stadt oder Große kreisangehörige Stadt.
In Baden-Württemberg, Bayern, Sachsen und Thüringen gibt es den Titel „Große Kreisstadt“. Ihn tragen große kreisangehörige Städte, die eine vom jeweiligen Bundesland festgelegte Mindesteinwohnerzahl haben und gewisse besondere Verwaltungsaufgaben übernehmen, was sie von anderen Städten im Landkreis unterscheidet. Oft trifft dies für die Kreisstädte selbst zu, wie zum Beispiel in Sachsen, wo alle zehn Städte mit Kreissitz gleichzeitig Große Kreisstädte sind. Ferner trifft dies oft auf ehemalige kreisfreie Städte oder ehemalige Kreisstädte zu, die durch die Zusammenlegung von Landkreisen ihren Kreissitz verloren haben. Es gibt Landkreise wie den Hohenlohekreis, in dem Künzelsau (in Baden-Württemberg) Kreissitz ist, aber weniger als 20.000 Einwohner hat. Künzelsau kann deshalb nicht Große Kreisstadt sein.

### Zusammenschlüsse von Gemeinden unterhalb der Kreisebene
Dabei haben nicht alle Gemeinden eine eigene Verwaltung (Einheitsgemeinde). Viele arbeiten in Verwaltungskooperationen zusammen, um ihre Verwaltungsgeschäfte zu erledigen. Diese Gemeinden haben je nach Bundesland unterschiedliche Bezeichnungen, Eigenschaften und Kompetenzen.

### Kreisfreie Städte
Kreisfreie Städte gehören keinem Landkreis an. In Baden-Württemberg werden sie als Stadtkreise bezeichnet. Im Gebiet der kreisfreien Städte, die ebenfalls der zweiten kommunalen Ebene zuzuordnen sind, hat der Staat für den Bereich der allgemeinen inneren Verwaltung darauf verzichtet, eigene untere Staatsbehörden einzurichten.
Aufgaben, die in Kreisen das Landratsamt oder eine andere Behörde als untere Staatsbehörde erledigt, werden von der kreisfreien Stadt jedoch nicht als Staatsaufgabe, sondern als gemeindliche Aufgabe im (vom Staat) übertragenen Wirkungskreis wahrgenommen.
Am 4. Juli 1964 wurde die Stadt Göttingen durch die Eingliederung benachbarter Gemeinden erheblich vergrößert. Diese Gemeinden waren jedoch für das Überleben des Landkreises besonders wichtig. So entschloss man sich zwar, das zur Großstadt gewordene Göttingen in den Landkreis einzugliedern, aber mit Sonderrechten als kreisfreie Stadt zu versehen.
Am 1. Juli 1966 wurde die Stadt Siegen durch die Eingliederung benachbarter Gemeinden erheblich vergrößert. Das Land Nordrhein-Westfalen orientierte sich am Göttinger Beispiel. Die Stadt wurde in den Landkreis Siegen eingegliedert und erhielt Sonderrechte, wie sie sonst nur kreisfreien Städten zustehen. Am 1. Januar 1975 wurde sie zwar erheblich vergrößert und zu einer Großstadt, aber zu diesem Zeitpunkt wurden mehrere Großstädte gebildet, die zu Kreisen gehörten oder ihre Kreisfreiheit verloren. Da Siegen nun kein besonderer Fall mehr war, verlor die Stadt die Sonderrechte.
Am 1. Januar 1974 wurde die Landeshauptstadt Saarbrücken mit dem Landkreis Saarbrücken zu einer neuen Verwaltungseinheit, dem Stadtverband Saarbrücken (Rechtsnachfolger ab 1. Januar 2008 Regionalverband Saarbrücken), zusammengeschlossen. Besondere Rechte erhielt die Stadt jedoch nicht.
Am 1. November 2001 wurden in der Region Hannover die Landeshauptstadt Hannover und ihr Umland organisatorisch zusammengeführt. In ihr wurden die Gemeinden des ehemaligen Landkreises Hannover und die Stadt Hannover zusammengeschlossen. Hannover hat dabei viele Rechte als kreisfreie Stadt behalten.
Am 21. Februar 2008 beschloss der Landtag NRW einstimmig das Aachen-Gesetz, um die kreisfreie Stadt Aachen und den Kreis Aachen zur Städteregion Aachen zusammenzuschließen.
Die Stadt Aachen hat dabei einige Rechte als kreisfreie Stadt beibehalten.

## Interessenvertretung
Zur Koordination und zur politischen Interessenvertretung sind alle 294 Landkreise in 13 Landesverbänden und auf Bundesebene im Deutschen Landkreistag (DLT) zusammengeschlossen. Dieser repräsentiert 74 % der Aufgabenträger, 68 % der Bevölkerung und 96 % der Fläche Deutschlands.

## Statistik
Der flächenmäßig größte Landkreis Deutschlands ist der Landkreis Mecklenburgische Seenplatte im Land Mecklenburg-Vorpommern mit einer Fläche von 5470,35 km². Das ist mehr als das Doppelte der Fläche des Saarlandes, das nur 2569,69 km² groß ist. Der flächenmäßig kleinste Landkreis ist der Main-Taunus-Kreis in Hessen mit einer Fläche von 222,39 km², damit ist er flächenmäßig kleiner als die direkt angrenzende kreisfreie Stadt Frankfurt am Main, die 248,31 km² groß ist, und etwas größer als der flächenmäßig größte Berliner Bezirk Treptow-Köpenick mit 168,42 km².
Die einwohnerreichsten und einwohnerärmsten Landkreise Deutschlands waren am 31. Dezember 2024:
| Platz | Einwohnerreichste Landkreise                                             | Einwohnerärmste Landkreise                        |
| ----- | ------------------------------------------------------------------------ | ------------------------------------------------- |
| 01    | Region Hannover (NI), Kommunalverband besonderer Art, 1,1 Mio. Einwohner | Landkreis Lüchow-Dannenberg (NI) 46.500 Einwohner |
| 02    | Kreis Recklinghausen (NW) 621.000 Einwohner                              | Landkreis Sonneberg (TH) 55.000 Einwohner         |
| 03    | Rhein-Sieg-Kreis (NW)                                                    | Landkreis Wittmund (NI)                           |
| 04    | Städteregion Aachen (NW), Kommunalverband besonderer Art                 | Landkreis Hildburghausen (TH)                     |
| 05    | Rhein-Neckar-Kreis (BW)                                                  | Landkreis Vulkaneifel (RP)                        |
| 06    | Landkreis Esslingen (BW)                                                 | Landkreis Cochem-Zell (RP)                        |
| 07    | Landkreis Ludwigsburg (BW)                                               | Landkreis Kronach (BY)                            |
| 08    | Kreis Mettmann (NW)                                                      | Landkreis Holzminden (NI)                         |
| 09    | Rhein-Erft-Kreis (NW)                                                    | Landkreis Lichtenfels (BY)                        |
| 10    | Kreis Wesel (NW)                                                         | Landkreis Sömmerda (TH)                           |

## Liste von Land- und Stadtkreisen
- Liste der Landkreise in Deutschland
  - Liste der Land- und Stadtkreise in Baden-Württemberg
  - Liste der Landkreise und kreisfreien Städte in Bayern
  - Liste der Landkreise und kreisfreien Städte in Brandenburg
  - Liste der Landkreise und kreisfreien Städte in Hessen
  - Liste der Landkreise und kreisfreien Städte in Mecklenburg-Vorpommern
  - Liste der Landkreise und kreisfreien Städte in Niedersachsen
  - Liste der Kreise und kreisfreien Städte in Nordrhein-Westfalen
  - Liste der Landkreise und kreisfreien Städte in Rheinland-Pfalz
  - Liste der Landkreise im Saarland
  - Liste der Landkreise und kreisfreien Städte in Sachsen
  - Liste der Landkreise und kreisfreien Städte in Sachsen-Anhalt
  - Liste der Kreise und kreisfreien Städte in Schleswig-Holstein
  - Liste der Landkreise und kreisfreien Städte in Thüringen
- Liste der Landkreise der DDR
- Liste der größten Landkreise Deutschlands
- Liste der Landkreise/Kreise und Kreisfreien Städte nach Einkommen
- Liste der Landkreise nach Lebenserwartung
- Historische Liste aller Landkreise der Bundesrepublik Deutschland A–G
- Historische Liste aller Landkreise der Bundesrepublik Deutschland H–O
- Historische Liste aller Landkreise der Bundesrepublik Deutschland P–Z

## Liste bedeutender Kreisreformen
- Kreisreformen in Deutschland bis 1949 (ohne Bayern und Preußen)
- Kreisreformen in Bayern
- Kreisreformen in Preußen
- Kreisreformen in der Bundesrepublik Deutschland bis 1990
- Kreisreformen in Deutschland nach 1990